# Dubai Production City
Dubai Production City (DPC) (tiếng Ả Rập: مدينة دبي للإنتاج), trước đây gọi là Khu vực sản xuất phương tiện truyền thông quốc tế (International Media Production Zone) (IMPZ), là khu vực miễn phí và khu vực tự do phục vụ cho các công ty sản xuất truyền thông ở Dubai, Các tiểu vương quốc Ả Rập thống nhất. DPC trải rộng trên diện tích 4000000 mét vuông trên đường Sheikh Mohammad Bin Zayed, gần Dubai Sports City, Jumeirah Golf Estates và Jumeirah Village. Chính phủ Dubai có kế hoạch sáp nhập khu vực này với Dubai Media City.
Dubai Production City là một trung tâm kinh doanh hàng đầu cho phép các ngành công nghiệp xuất bản, in ấn và đóng gói toàn cầu và địa phương phát triển nổi trội.
Là nơi có các chuyên gia kinh doanh đủ điều kiện từ khắp nơi trên thế giới, Dubai Production City là một cộng đồng toàn diện cung cấp lối sống kinh doanh, bán lẻ và dân cư.
DPC đã được lên kế hoạch thành lập vào năm 2003 như là một cộng đồng chuyên dụng đầu tiên nhằm thúc đẩy sự phát triển của ngành sản xuất trong khu vực.
DPC hưởng lợi từ các đặc quyền và quy định của vùng miễn phí, tạo thuận lợi cho sự dễ dàng trong hoạt động kinh doanh, một cộng đồng độc đáo và hỗ trợ sôi nổi và bồi dưỡng sự phát triển của sản xuất phương tiện truyền thông.